# Fußball-Club St. Pauli von 1910 2002-2003
Questa voce raccoglie le informazioni riguardanti il Fußball-Club St. Pauli von 1910 nelle competizioni ufficiali della stagione 2002-2003.

## Stagione
Nella stagione 2002-2003 il St. Pauli, allenato da Dietmar Demuth, Joachim Philipkowski e Franz Gerber, concluse il campionato di 2. Bundesliga al 17º posto e retrocesse in Regionalliga. In Coppa di Germania il St. Pauli fu eliminato al secondo turno dal Werder Brema.

## Rosa
| N. |                        | Ruolo | Calciatore         |
| -- | ---------------------- | ----- | ------------------ |
| 1  | Croazia (bandiera)     | P     | Tihomir Bulat      |
| 2  | Stati Uniti (bandiera) | D     | Cory Gibbs         |
| 3  | Germania (bandiera)    | D     | Torsten Traub      |
| 4  | Benin (bandiera)       | D     | Moudachirou Amadou |
| 5  | Croazia (bandiera)     | D     | Zlatko Bašić       |
| 6  | Germania (bandiera)    | C     | Markus Lotter      |
| 7  | Germania (bandiera)    | C     | Fabian Gerber      |
| 8  | Germania (bandiera)    | D     | Jens Rasiejewski   |
| 9  | Cina (bandiera)        | A     | Chen Yang          |
| 10 | Senegal (bandiera)     | A     | Babacar N'Diaye    |
| 11 | Romania (bandiera)     | C     | Catalin Racanel    |
| 12 | Nigeria (bandiera)     | D     | Yakubu Adamu       |
| 13 | Germania (bandiera)    | C     | Christian Fröhlich |
| 14 | Turchia (bandiera)     | C     | Uğur İnceman       |
| 15 | Germania (bandiera)    | A     | Philip Albrecht    |
| 16 | Germania (bandiera)    | C     | Oliver Held        |
| 17 | Germania (bandiera)    | C     | Alexander Meier    |

| N. |                     | Ruolo | Calciatore          |
| -- | ------------------- | ----- | ------------------- |
| 18 | Germania (bandiera) | C     | Hauke Brückner      |
| 19 | Germania (bandiera) | A     | Tobias Kurbjuweit   |
| 20 | Germania (bandiera) | P     | Heinz Müller        |
| 21 | Germania (bandiera) | D     | Holger Stanislawski |
| 22 | Germania (bandiera) | D     | Daniel Scheinhardt  |
| 23 | Germania (bandiera) | P     | Torsten Miethe      |
| 24 | Germania (bandiera) | D     | Marco Gruszka       |
| 25 | Brasile (bandiera)  | A     | Marcão              |
| 26 | Nigeria (bandiera)  | A     | Adolphus Ofodile    |
| 27 | Germania (bandiera) | A     | Nico Patschinski    |
| 29 | Germania (bandiera) | D     | Jens Matthies       |
| 30 | Germania (bandiera) | C     | Daniel Sager        |
| 31 | Brasile (bandiera)  | D     | Nascimento          |
| 32 | Turchia (bandiera)  | A     | Deniz Kacan         |
| 33 | Germania (bandiera) | D     | Stefan Blank        |
| 34 | Brasile (bandiera)  | D     | Chris               |

## Organigramma societario
Area tecnica
- Allenatore: Franz Gerber
- Allenatore in seconda: Harald Gärtner, Markus Lotter
- Preparatore dei portieri:
- Preparatori atletici: Ronald Wollmann

## Calciomercato

### Sessione estiva
| Acquisti | Acquisti           | Acquisti              | Acquisti |
| R.       | Nome               | da                    | Modalità |
| -------- | ------------------ | --------------------- | -------- |
| C        | Christian Fröhlich | Chemnitz              |          |
| D        | Marco Gruszka      | Oldenburg             |          |
| A        | Tobias Kurbjuweit  | Carl Zeiss Jena       |          |
| A        | Adolphus Ofodile   | Walsall               |          |
| D        | Jens Rasiejewski   | Eintracht Francoforte |          |
| C        | Daniel Sager       | St. Pauli II          |          |
| D        | Torsten Traub      | Reutlingen            |          |
| A        | Chen Yang          | Eintracht Francoforte |          |

| Cessioni | Cessioni          | Cessioni              | Cessioni |
| R.       | Nome              | da                    | Modalità |
| -------- | ----------------- | --------------------- | -------- |
| C        | Zlatan Bajramović | Friburgo              |          |
| D        | Deniz Barış       | Gençlerbirliği        |          |
| D        | Henning Bürger    | Eintracht Francoforte |          |
| D        | Jochen Kientz     | Hansa Rostock         |          |
| A        | Toralf Konetzke   | Wacker Burghausen     |          |
| C        | Thomas Meggle     | Hansa Rostock         |          |
| C        | Christian Rahn    | Amburgo               |          |
| A        | Marcel Rath       | LR Ahlen              |          |
| D        | André Trulsen     | Holstein Kiel         |          |

### Sessione invernale
| Acquisti | Acquisti        | Acquisti          | Acquisti |
| R.       | Nome            | da                | Modalità |
| -------- | --------------- | ----------------- | -------- |
| D        | Chris           | Prudentópolis EC  |          |
| D        | Nascimento      | Prudentópolis EC  |          |
| D        | Stefan Blank    | Werder Brema      |          |
| C        | Fabian Gerber   | Friburgo          |          |
| A        | Babacar N'Diaye | Hannover 96       |          |
| P        | Heinz Müller    | Arminia Bielefeld |          |

| Cessioni | Cessioni      | Cessioni          | Cessioni |
| R.       | Nome          | da                | Modalità |
| -------- | ------------- | ----------------- | -------- |
| P        | Simon Henzler | Arminia Bielefeld |          |

## Risultati

### 2. Bundesliga

#### Girone di andata
| Arbitro: | Wack |

|                                                            |           |  |
| Stanislawski 22’ (aut.) Guié-Mien 84’ Skela 88’ Streit 89’ | Marcatori |  |

| Arbitro: | Fröhlich |

|                        |           |                                           |
| Patschinski 31’ (rig.) | Marcatori | 52’ Bönig 57’ Cissé 75’ Fengler 89’ Bamba |

| Arbitro: | Kinhöfer |

|                                                                  |           |  |
| Schweißing 35’ Bärwolf 40’, 51’ Mbidzo 63’ Thioune 71’ Hasse 82’ | Marcatori |  |

| Arbitro: | Kircher |

|                                                                |           |           |
| Meier 10’, 85’ Stanislawski 17’, 76’ Ofodile 60’, 80’ Yang 70’ | Marcatori | 28’ Choji |

| Arbitro: | Fleischer |

|                                                |           |                           |
| Baumgart 58’ Igwe 62’ Sandmann 73’ Vidolov 85’ | Marcatori | 37’ Meier 80’ Rasiejewski |

| Arbitro: | Scheppe |

|                  |           |                                             |
| Stanislawski 58’ | Marcatori | 62’, 72’ Thurk 63’ (aut.) Adamu 74’ Voronin |

| Arbitro: | Koop |

|                           |           |                                        |
| Kern 43’ Camus 50’ (rig.) | Marcatori | 8’, 60’, 64’, 71’ Patschinski 41’ Yang |

| Amburgo 4 ottobre 2002, ore 19:00 CEST 8ª giornata | St. Pauli | 0 – 0 referto | RW Oberhausen | Millerntor-Stadion (19 322 spett.)\| Arbitro: \| Gräfe \| |
| Arbitro:                                           | Gräfe     |               |               |                                                           |

| Arbitro: | Jansen |

|                        |           |  |
| Frommer 48’ Becker 84’ | Marcatori |  |

| Amburgo 27 ottobre 2002, ore 15:00 CEST 10ª giornata | St. Pauli | 0 – 0 referto | Eintracht Treviri | Millerntor-Stadion (17 321 spett.)\| Arbitro: \| Brych \| |
| Arbitro:                                             | Brych     |               |                   |                                                           |

| Arbitro: | Pickel |

|  |           |               |
|  | Marcatori | 23’ Coulibaly |

| Arbitro: | Wagner |

|                     |           |                 |
| Rösler 7’ Ruman 73’ | Marcatori | 85’ Patschinski |

| Arbitro: | Krug |

|                           |           |                      |
| Patschinski 15’ Meier 73’ | Marcatori | 36’, 52’, 59’ Scherz |

| Arbitro: | Lange |

|            |           |           |
| Broich 53’ | Marcatori | 59’ Meier |

| Arbitro: | Rafati |

|           |           |                      |
| Meier 21’ | Marcatori | 20’ Saenko 57’ Çetin |

| Arbitro: | Otte |

|                      |           |                  |
| Drsek 69’ Ebbers 72’ | Marcatori | 70’ Stanislawski |

| Arbitro: | Trautmann |

|                |           |                                   |
| Kurbjuweit 88’ | Marcatori | 36’, 50’, 73’ Ivanović 51’ Bayock |

#### Girone di ritorno
| Arbitro: | Weiner |

|            |           |           |
| Gerber 90’ | Marcatori | 35’ Skela |

| Arbitro: | Kammerer |

|                                 |           |                             |
| Feinbier 19’ Anić 29’ Sopić 89’ | Marcatori | 37’ Patschinski 54’ N'Diaye |

| Arbitro: | Kemmling |

|                       |           |  |
| N'Diaye 10’ Chris 29’ | Marcatori |  |

| Arbitro: | Schmidt |

|  |           |                     |
|  | Marcatori | 32’ (aut.) Spoelder |

| Arbitro: | Albrecht |

|                       |           |                    |
| Blank 46’ N'Diaye 70’ | Marcatori | 87’ Keïta 90’ Veit |

| Arbitro: | Schalk |

|          |           |          |
| Rose 66’ | Marcatori | 49’ Held |

| Arbitro: | Stachowiak |

|                    |           |             |
| Blank 12’ Held 89’ | Marcatori | 73’ Fickert |

| Arbitro: | Sippel |

|                                        |           |  |
| Obad 16’ Scharpenberg 80’ Beliakov 84’ | Marcatori |  |

| Arbitro: | Margenberg |

|            |           |                          |
| Gerber 21’ | Marcatori | 44’ Frommer 90’ Paeslack |

| Arbitro: | Gräfe |

|            |           |                     |
| Kevric 38’ | Marcatori | 5’ Gerber 65’ Meier |

| Arbitro: | Merk |

|                       |           |           |
| Nascimento 39’ (aut.) | Marcatori | 28’ Chris |

| Arbitro: | Fröhlich |

|            |           |           |
| Gerber 54’ | Marcatori | 24’ Ruman |

| Arbitro: | Wagner |

|                        |           |            |
| Cullmann 18’ Kioyo 24’ | Marcatori | 52’ Gerber |

| Arbitro: | Aust |

|                                 |           |                      |
| Fröhlich 10’ İnceman 36’ (rig.) | Marcatori | 15’ Örüm 90’ Schmidt |

| Arbitro: | Trautmann |

|              |           |            |
| Eggimann 60’ | Marcatori | 45’ Gerber |

| Arbitro: | Schalk |

|                                       |           |  |
| Fröhlich 8’, 13’ Gerber 10’ Chris 84’ | Marcatori |  |

| Arbitro: | Schmidt |

|                                                                   |           |            |
| Grlić 11’ (rig.) Klitzpera 19’ Ivanović 66’ (rig.) Zimmermann 89’ | Marcatori | 51’ Gerber |

### Coppa di Germania
| Arbitro: | Weber |

|            |           |                         |
| Radtke 65’ | Marcatori | 4’ Patschinski 64’ Yang |

| Arbitro: | Meyer |

|  |           |                                |
|  | Marcatori | 16’ Magnin 47’ Ailton 79’ Daun |

## Statistiche

### Statistiche di squadra
| Competizione      | Punti | In casa | In casa | In casa | In casa | In casa | In casa | In trasferta | In trasferta | In trasferta | In trasferta | In trasferta | In trasferta | Totale | Totale | Totale | Totale | Totale | Totale | DR  |
| Competizione      | Punti | G       | V       | N       | P       | Gf      | Gs      | G            | V            | N            | P            | Gf           | Gs           | G      | V      | N      | P      | Gf     | Gs     | DR  |
| ----------------- | ----- | ------- | ------- | ------- | ------- | ------- | ------- | ------------ | ------------ | ------------ | ------------ | ------------ | ------------ | ------ | ------ | ------ | ------ | ------ | ------ | --- |
| 2. Bundesliga     | 31    | 17      | 4       | 6       | 7       | 28      | 28      | 17           | 3            | 4            | 10           | 20           | 39           | 34     | 7      | 10     | 17     | 48     | 67     | -19 |
| Coppa di Germania | -     | 1       | 0       | 0       | 1       | 0       | 3       | 1            | 1            | 0            | 0            | 2            | 1            | 2      | 1      | 0      | 1      | 2      | 4      | -2  |
| Totale            | 31    | 18      | 4       | 6       | 8       | 28      | 31      | 18           | 4            | 4            | 10           | 22           | 40           | 36     | 8      | 10     | 18     | 50     | 71     | -21 |

### Andamento in campionato
| Giornata  | 1  | 2  | 3  | 4  | 5  | 6  | 7  | 8  | 9  | 10 | 11 | 12 | 13 | 14 | 15 | 16 | 17 | 18 | 19 | 20 | 21 | 22 | 23 | 24 | 25 | 26 | 27 | 28 | 29 | 30 | 31 | 32 | 33 | 34 |
| --------- | -- | -- | -- | -- | -- | -- | -- | -- | -- | -- | -- | -- | -- | -- | -- | -- | -- | -- | -- | -- | -- | -- | -- | -- | -- | -- | -- | -- | -- | -- | -- | -- | -- | -- |
| Luogo     | T  | C  | T  | C  | T  | C  | T  | C  | T  | C  | C  | T  | C  | T  | C  | T  | C  | C  | T  | C  | T  | C  | T  | C  | T  | C  | T  | T  | C  | T  | C  | T  | C  | T  |
| Risultato | P  | P  | P  | V  | P  | P  | V  | N  | P  | N  | P  | P  | P  | N  | P  | P  | P  | N  | P  | V  | V  | N  | N  | V  | P  | P  | V  | N  | N  | P  | N  | N  | V  | P  |
| Posizione | 17 | 17 | 17 | 13 | 15 | 16 | 14 | 14 | 15 | 16 | 16 | 16 | 17 | 16 | 17 | 18 | 18 | 18 | 18 | 18 | 18 | 17 | 17 | 15 | 16 | 16 | 16 | 16 | 16 | 17 | 17 | 17 | 17 | 17 |

Legenda:

Luogo: C = Casa; T = Trasferta. Risultato: V = Vittoria; N = Pareggio; P = Sconfitta.

### Statistiche dei giocatori
| Giocatore       | 2. Bundesliga | 2. Bundesliga | 2. Bundesliga | 2. Bundesliga | Coppa di Germania | Coppa di Germania | Coppa di Germania | Coppa di Germania | Totale   | Totale | Totale      | Totale     |
| Giocatore       | Presenze      | Reti          | Ammonizioni   | Espulsioni    | Presenze          | Reti              | Ammonizioni       | Espulsioni        | Presenze | Reti   | Ammonizioni | Espulsioni |
| --------------- | ------------- | ------------- | ------------- | ------------- | ----------------- | ----------------- | ----------------- | ----------------- | -------- | ------ | ----------- | ---------- |
| Y. Adamu        | 25            | 0             | 3             | 0             | 1                 | 0                 | 0                 | 0                 | 26       | 0      | 3           | 0          |
| P. Albrecht     | 4             | 0             | 0             | 0             | 0                 | 0                 | 0                 | 0                 | 4        | 0      | 0           | 0          |
| M. Amadou       | 1             | 0             | 1             | 0             | 0                 | 0                 | 0                 | 0                 | 1        | 0      | 1           | 0          |
| Z. Bašić        | 2             | 0             | 1             | 0             | 1                 | 0                 | 0                 | 0                 | 3        | 0      | 1           | 0          |
| S. Blank        | 12            | 2             | 2             | 0             | 0                 | 0                 | 0                 | 0                 | 12       | 2      | 2           | 0          |
| H. Brückner     | 10            | 0             | 1             | 0             | 1                 | 0                 | 0                 | 0                 | 11       | 0      | 1           | 0          |
| T. Bulat        | 13            | 0             | 1             | 0             | 1                 | 0                 | 0                 | 0                 | 14       | 0      | 1           | 0          |
| M. Cenci        | 2             | 0             | 0             | 0             | 0                 | 0                 | 0                 | 0                 | 2        | 0      | 0           | 0          |
| C. Chris        | 13            | 3             | 2             | 0             | 0                 | 0                 | 0                 | 0                 | 13       | 3      | 2           | 0          |
| C. Fröhlich     | 16            | 3             | 4             | 0             | 1                 | 0                 | 0                 | 0                 | 17       | 3      | 4           | 0          |
| F. Gerber       | 17            | 8             | 2             | 0             | 0                 | 0                 | 0                 | 0                 | 17       | 8      | 2           | 0          |
| C. Gibbs        | 21            | 0             | 3             | 0             | 1                 | 0                 | 0                 | 0                 | 22       | 0      | 3           | 0          |
| M. Gruszka      | 25            | 0             | 4             | 0             | 1                 | 0                 | 0                 | 0                 | 26       | 0      | 4           | 0          |
| O. Held         | 17            | 2             | 3             | 0             | 0                 | 0                 | 0                 | 0                 | 17       | 2      | 3           | 0          |
| S. Henzler      | 6             | 0             | 0             | 0             | 1                 | 0                 | 0                 | 0                 | 7        | 0      | 0           | 0          |
| D. Kacan        | 6             | 0             | 0             | 0             | 1                 | 0                 | 0                 | 0                 | 7        | 0      | 0           | 0          |
| D. Kolinger     | 13            | 0             | 3             | 0             | 2                 | 0                 | 0                 | 0                 | 15       | 0      | 3           | 0          |
| T. Kurbjuweit   | 13            | 1             | 1             | 0             | 1                 | 0                 | 1                 | 0                 | 14       | 1      | 2           | 0          |
| M. Lotter       | 13            | 0             | 3             | 0             | 1                 | 0                 | 0                 | 0                 | 14       | 0      | 3           | 0          |
| M. Marcão       | 5             | 0             | 1             | 0             | 0                 | 0                 | 0                 | 0                 | 5        | 0      | 1           | 0          |
| J. Matthies     | 1             | 0             | 0             | 0             | 0                 | 0                 | 0                 | 0                 | 1        | 0      | 0           | 0          |
| A. Meier        | 23            | 7             | 3             | 0             | 2                 | 0                 | 0                 | 0                 | 25       | 7      | 3           | 0          |
| T. Miethe       | 1             | 0             | 0             | 0             | 0                 | 0                 | 0                 | 0                 | 1        | 0      | 0           | 0          |
| H. Müller       | 16            | 0             | 2             | 0             | 0                 | 0                 | 0                 | 0                 | 16       | 0      | 2           | 0          |
| B. N'Diaye      | 16            | 3             | 3             | 0             | 0                 | 0                 | 0                 | 0                 | 16       | 3      | 3           | 0          |
| N. Nascimento   | 14            | 0             | 7             | 0             | 0                 | 0                 | 0                 | 0                 | 14       | 0      | 7           | 0          |
| A. Ofodile      | 10            | 2             | 0             | 1             | 1                 | 0                 | 0                 | 0                 | 11       | 2      | 0           | 1          |
| N. Patschinski  | 22            | 8             | 1             | 1             | 2                 | 1                 | 0                 | 0                 | 24       | 9      | 1           | 1          |
| C. Racanel      | 7             | 0             | 1             | 0             | 2                 | 0                 | 0                 | 0                 | 9        | 0      | 1           | 0          |
| J. Rasiejewski  | 26            | 1             | 4             | 0             | 0                 | 0                 | 0                 | 0                 | 26       | 1      | 4           | 0          |
| D. Sager        | 5             | 0             | 1             | 0             | 1                 | 0                 | 0                 | 0                 | 6        | 0      | 1           | 0          |
| D. Scheinhardt  | 5             | 0             | 1             | 0             | 1                 | 0                 | 0                 | 0                 | 6        | 0      | 1           | 0          |
| H. Stanislawski | 27            | 4             | 0             | 1             | 2                 | 0                 | 0                 | 0                 | 29       | 4      | 0           | 1          |
| T. Traub        | 16            | 0             | 1             | 0             | 1                 | 0                 | 0                 | 0                 | 17       | 0      | 1           | 0          |
| C. Yang         | 20            | 2             | 2             | 0             | 1                 | 1                 | 0                 | 0                 | 21       | 3      | 2           | 0          |
| U. İnceman      | 28            | 1             | 4             | 1             | 2                 | 0                 | 0                 | 0                 | 30       | 1      | 4           | 1          |